# 1988년 하계 올림픽 축구 선수 명단
이 문서에서는 1988년 하계 올림픽 축구에 참여한 선수들의 명단을 정리한다.